# Siparuna schimpffii
Siparuna schimpffii är en tvåhjärtbladig växtart som beskrevs av Friedrich Ludwig Diels. Siparuna schimpffii ingår i släktet Siparuna och familjen Siparunaceae. Inga underarter finns listade i Catalogue of Life.